# Barco de Kvalsund

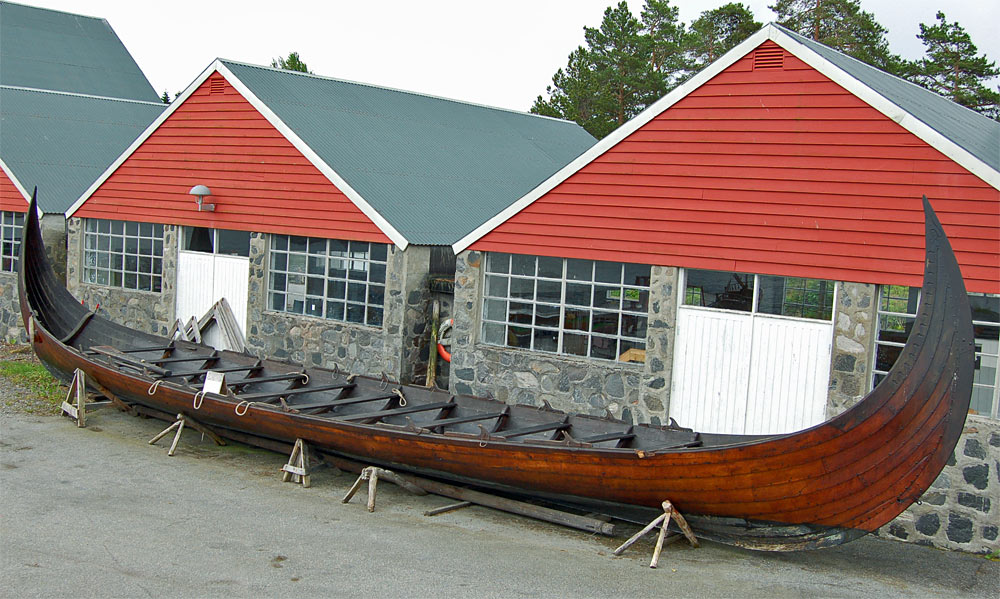
Réplica del barco de Kvalsund.

El barco de Kvalsund (en noruego: Kvalsundskipet) es un barco de remos de finales del siglo VII, descubierto incrustado en un pantano de Kvalsund en Herøy cerca de Ålesund (Noruega) en 1920, junto con un barco de remos más pequeño llamado Kvalsundferingen. Su construcción es anterior al barco de Oseberg y Gokstad, ambos del siglo IX. El barco de Kvalsund data del año 690 .
El barco tenía un timón desmontable en un lado que podía ser quitado en aguas poco profundas, y su forma sugiere fuertemente que tenía una vela -si es así, sería el primer barco escandinavo descubierto que tiene una.

## Descripción
El barco Kvalsund tiene 18 m de largo y 3.2 m de ancho, y la distancia desde el riel hasta la quilla es de 78.5 cm. Este barco se manipulaba con un keiper (análogo a un escálamo), pero no lleva rastros de guía de mástil. El barco está hecho de roble y pino, y el casco consta de duelas, tablas inferiores y 8 mesas a cada lado. El barco estaba equipado con un timón lateral en el lado de estribor a popa, y por lo tanto tenía una tripulación de al menos 21 hombres. Un refuerzo en la parte inferior también sugiere un tipo de precursor de una quilla. Una de las tablas inferiores también se diseñó para que pudiera usarse como tabla de quilla. Esto ha llevado a algunos a creer que el barco pudo haber llevado una sola vela, a pesar de que no estaba aparejada con el mástil.
El barco Kvalsund tiene una relación longitud / ancho aproximada de 5,6: 1. Por lo tanto, es una pregunta abierta si debería llamarse un barco pequeño o un barco delgado .

## Descubrimiento y Excavación
En el verano de 1920, durante un corte de césped en la granja de Johannes J. Kvalsund, se encontró un remo en el páramo del patio, por lo que se contactó con el Museo de Bergen. El Museo de Bergen fue informado y el arqueólogo Haakon Shetelig viajó a Kvalsund ese mismo día para examinar el hallazgo. El barco fue descubierto y documentado fotográficamente en una excavación de tres semanas. Los hallazgos fueron preservados con aceite de carbolineum y linaza, y finalmente fueron transportados a Bergen por medio de un barco.

## Reconstrucción
En 1973, el constructor de barcos, Sigurd Bjørkedal, hizo una reconstrucción fiel del barco Kvalsund. Esta reconstrucción se exhibe en el Museo Sunnmøre, cerca de Ålesund. Los hallazgos originales, así como una maqueta del barco, se exhiben en el Museo Marítimo de Bergen.

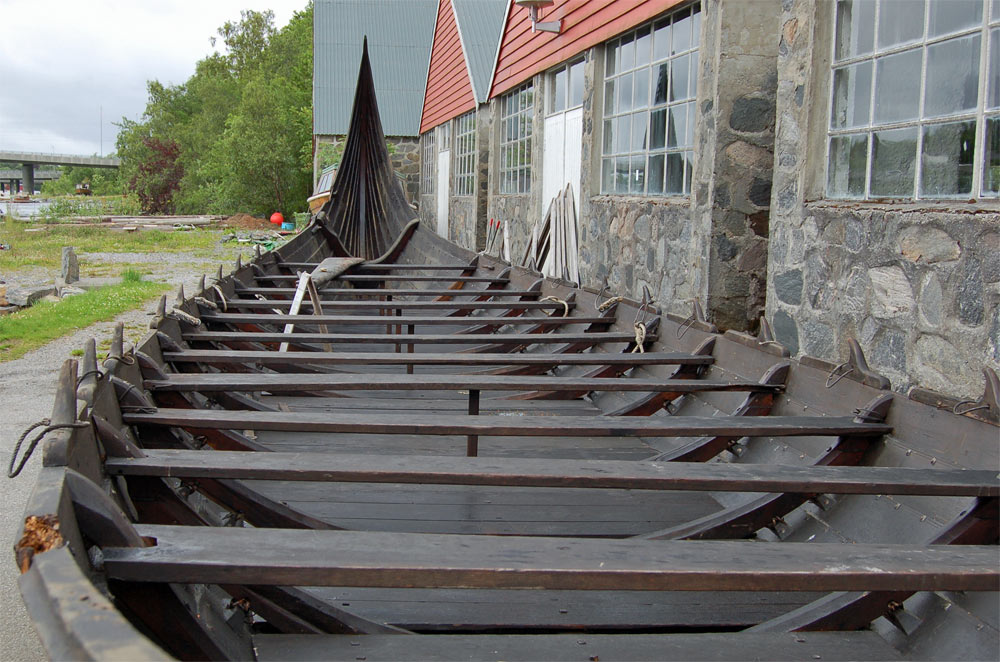
Vista interior desde la proa hasta la popa
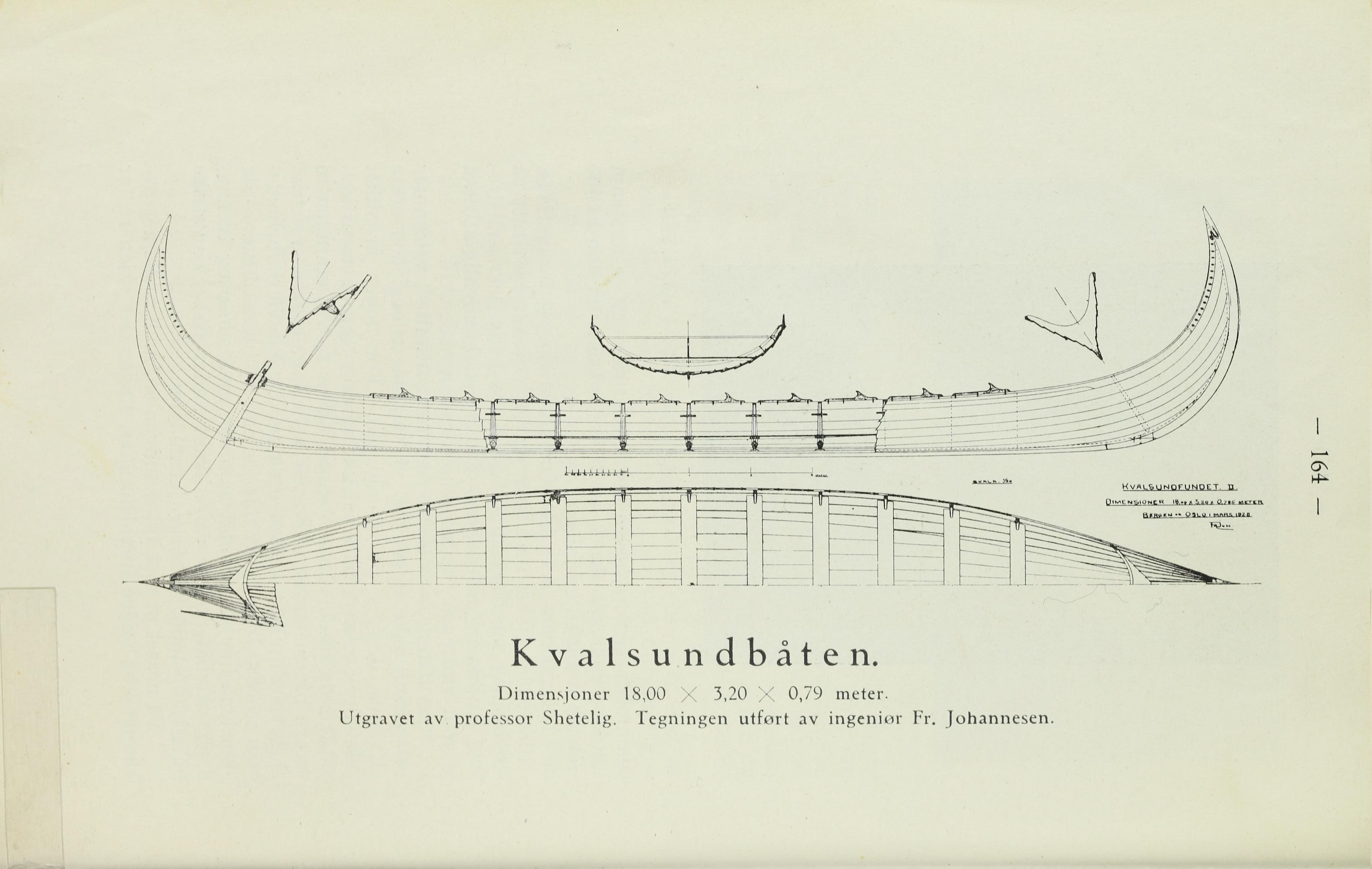
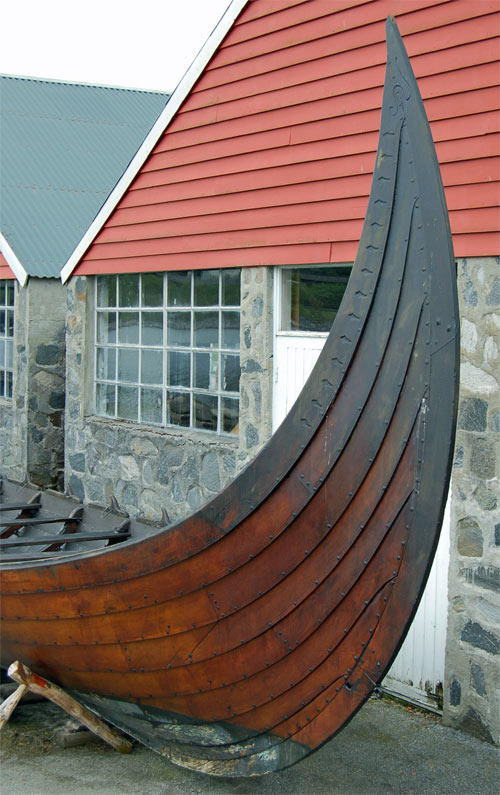
La proa del barco Kvalsund

Junto con el bote Kvalsund, también se encontró un bote más pequeño el cual fue llamado Kvalsundfæringer. Una reconstrucción de este barco está en exhibición en el Museo costero de Herøy.